# Véronique Tadjo

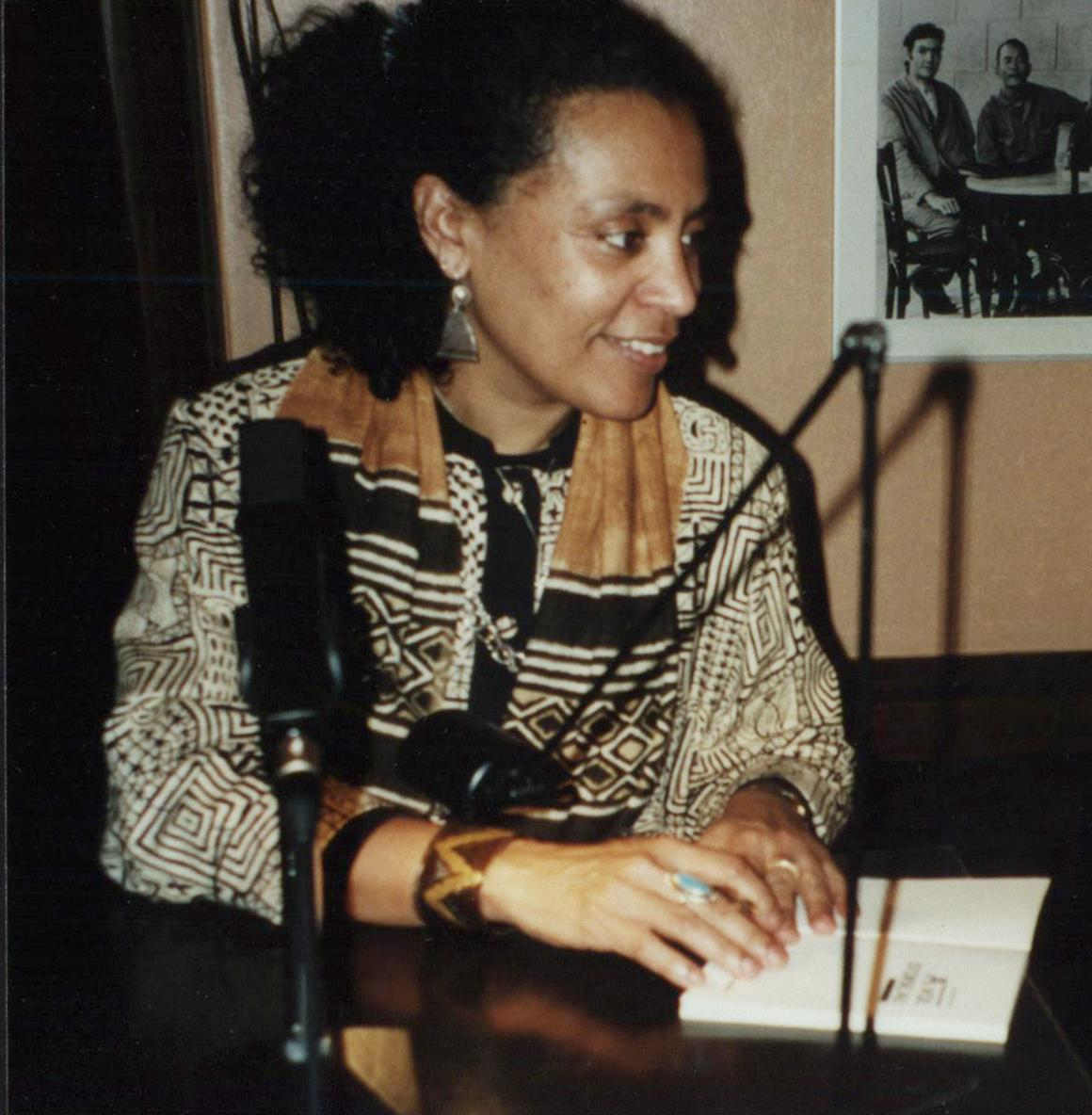
Véronique Tadjo während einer Lesung in Frankfurt/Main, 2001

Véronique Tadjo (geboren 1955 in Paris) ist eine ivorische Schriftstellerin, Dichterin, Kinderbuchautorin und Illustratorin.

## Leben
Tadjo ist Tochter eines ivorischen Vaters und einer französischen Mutter. Sie verbrachte den Großteil ihrer Kindheit in Abidjan, wo sie auch ihr Studium der Literaturwissenschaften an der Universität Abidjan begann. Sie promovierte über afroamerikanische Literatur an der Pariser Sorbonne, ab 1983 forschte sie an der Howard University in Washington DC. Anschließend lehrte sie einige Zeit am Institut für Englisch der Université Nationale de Côte d’Ivoire in Abidjan, danach lebte sie einige Zeit in Frankreich, Großbritannien, Kenia und Mexiko. Heute lebt und lehrt sie in Johannesburg (Südafrika).
Ihre erste Veröffentlichung war der Gedichtband Latérite (1983) in französischer Sprache. Dieser Band wurde mit dem Literaturpreis der Agence de Coopération Culturelle et Technique ausgezeichnet. Es folgten der Romane Le Royaume aveugle (1991), A vol d’oiseau (1992) und Champs de bataille et d’amour (1999). Weiters ist sie bekannt für zahlreiche Kinder- und Jugendbücher, die sie bisweilen selbst illustriert.
Véronique Tadjo wurde in die Anthologie Daughters of Africa aufgenommen, die 1992 von Margaret Busby in London und New York herausgegeben wurde.
Sie hat in mehreren Ländern Afrikas Schreib- und Illustrationsworkshops abgehalten, unter anderem 1998 beim Schreibprojekt Rwanda: écrire par devoir de mémoir (Schreiben gegen das Vergessen). Hier war das Ziel, durch einen Studienaufenthalt in Kigali, Besuche an Tatorten des Völkermordes von Ruanda und durch das Sprechen mit Überlebenden das Schweigen der afrikanischen Intellektuellen über dieses Ereignis zu brechen. L’Ombre d’Imana (erschienen 2000) ist das Ergebnis ihrer persönlichen Auseinandersetzung mit dem Gesehenen.
2005 erschien ihr Buch Reine Pokou, und im selben Jahr war sie auch Preisträgerin des Grand Prix littéraire de l’Afrique noire.
2010 erschien Loin de mon père.

## Werke (Auswahl)
- Im Vogelflug. In: Gudrun Honke (Hrsg.): Die Mondfrau. 23 neue Erzählungen aus dem frankophonen Schwarzafrika. Übers. Sigrid Groß. Peter Hammer Verlag, Wuppertal 1998, ISBN 3-87294-805-9, S. 96–108 (zuerst Paris, 1992 – mit Kurzbiografie)